# 卡斯縣 (密歇根州)
卡斯县（英語：Cass County）是美国密西根州南部的一個縣，南鄰印第安纳州，面積1,317平方公里。根據2020年美國人口普查，共有人口51,589人。縣治卡索波利斯。該縣成立於1829年10月29日，以曾任該州聯邦參議員的刘易斯·卡斯命名。